# Capsicum stramoniifolium
Capsicum stramoniifolium là loài thực vật có hoa trong họ Cà. Loài này được (Kunth) Standl. mô tả khoa học đầu tiên năm 1938.